# Група армии А
Група армии „A“ (на немски: Heeresgruppe A) е име на военно съединение от немския Вермахт през Втората световна война.

## Създаване и участие на Западния фронт
Група армии „A“ е била сформирана през октомври 1939 г. в Рейнланд-Пфалц по време на Странната война, като включвала 12-а и 16-а армия в личния си състав. По време на предстоящото нападение над Франция през май 1940 г., към групата армии се присъединили 2-ра и 4-та армия под командването на генерал Герд фон Рундщет. Като цяло тя включвала 45 дивизии, включително 7-а танкова дивизия от Танкова група „Клайст“.
Според „План Жълто“ (Fall Gelb) Група армии „А“ трябвало да изиграе ключова роля в нападението над Франция. В началния етап части от съединенията на Вермахта пресекли Ардените, като нанесли поразителен удар в направление Ла Манш, след което се установили в Дюнкерк. През втория етап на кампанията във Франция, Група армии „А“ била подчинен на всички бронирани и моторизирани дивизии. След подписване на капитулацията на Френската армия, въз основа на щаба на Група армии „А“ било създадено Западното командване.

## Източно европейски театър
След разгрома на Червената армия при Харков през 1942 г., Хитлер разделил Група армии „Юг“ на две части: „A“ и „Б“ заради лятната офанзива. На група армии „A“ и е наредено да настъпи към Северен Кавказ с цел овладяване на нефтените находища в близост до Грозни и Баку. Малко по-късно сформираната в състава на група армии „А“, 11-а армия удържала Обсадата на Севастопол.
По време на лятната офанзива през същата година, части на германската армия успяват да уловят почти целия Северен Кавказ, включително и стратегическо-важното пристанище Новоросийск. Недоволен от темпото на настъпление, Адолф Хитлер отстранил от командването на групата фелдмаршал Лист и в течение на два месеца лично ръководил войските си от Верволфския бункер. Въпреки това през ноември на същата година офанзивата на групата армии била спряна преди Кавказкото било. След разгрома на германските войски при Сталинград, частите на група армии „А“ се оказали застрашени от обкръжаване. През януари-февруари 1943 г. германските войски се оттеглили в направление Тамански полуостров, където останали до октомври на същата година.
През втората половина на 1943 г. части от група армии „А“ все още държали отбраната на Крим и Южна Украйна. Въпреки това в началото на 1944 г. в резултат на усърдните съветските атаки за освобождаване на десния фланг на Украйна, групата армии претърпява значителни загуби, след което е преименувана на Група армии „Южна Украйна“.
Не след дълго групата армии заточена до 24 септември 1944 г. в Южна Полша била отново преименувана на Група армии „Северна Украйна“, малко след поражението на германските войски в резултата на Източно-Карпатската операция. През есента на същата година в участъка на група армии „А“ се наблюдавало затишие. Въпреки това от началото на януари 1945 г. след старта на Съветската офанзива тя била напълно разгромена.
От средата на януари 1945 година Хитлер преименува трите групи армии. Група армии „Север“ става група армии „Курландия“, на група армии „Център“ е дадено името група армии „Север“, а група армии „A“ е преименувана на група армии „Център“.

## Състав на Група армии „А“

### Май 1940 г.
Щаб на Група армии „А“
| Състав                 | Командири                               |
| ---------------------- | --------------------------------------- |
| 570-и полк             |                                         |
| 2-ра армия             | Генерал-лейтенант Максимилиан фон Вайкс |
| 4-та армия             | Генерал-полковник Ханс Гюнтер фон Клуге |
| 12-а армия             | Генерал-полковник Вилхелм Лист          |
| 16-а армия             | Генерал от пехотата Ернст Буш           |
| Танкова група „Клайст“ | Генерал от кавалерията Евалд фон Клайст |

### Август 1942 г.
Щаб на Група армии „А“
| Състав             | Командири                                    |
| ------------------ | -------------------------------------------- |
| 530-и полк         |                                              |
| 1-ва танкова армия | Генерал от кавалерията Еберхард фон Макензен |
| 17-а армия         | Генерал-полковник Рихард Руоф                |
| 11-а армия         | Фелдмаршал Ерих фон Манщайн                  |

### Октомври 1943 г.
Щаб на Група армии „А“
| Състав     | Командири                          |
| ---------- | ---------------------------------- |
| 530-и полк |                                    |
| 17-а армия | Генерал-полковник Ервин Йенеке     |
| 6-а армия  | Генерал-полковник Карл-Адолф Холит |

#### Март 1944 г.
Щаб на Група армии „А“
| Състав              | Командири                          |
| ------------------- | ---------------------------------- |
| 530-и полк          |                                    |
| 17-а армия          | Фелдмаршал Фердинанд Шьорнер       |
| 6-а армия           | Генерал-полковник Карл-Адолф Холит |
| 3-та Румънска армия | Генерал-полковник Петре Думитреску |

### Октомври 1944 г.
Щаб на Група армии „А“
| Състав             | Командири                                      |
| ------------------ | ---------------------------------------------- |
| 558-и полк         |                                                |
| 17-а армия         | Генерал от пехотата Фридрих Шулц               |
| 6-а армия          | Генерал-полковник Карл-Адолф Холит             |
| 4-та танкова армия | Генерал от танковите войски Фриц-Хуберт Хрезер |
| 1-ва танкова армия | Генерал-полковник Готард Хайнрици              |

### Януари 1945 г.
Щаб на Група армии „А“
| Състав             | Командири                                      |
| ------------------ | ---------------------------------------------- |
| 558-и полк         |                                                |
| 17-а армия         | Генерал от пехотата Фридрих Шулц               |
| 4-та танкова армия | Генерал от танковите войски Фриц-Хуберт Хрезер |
| 1-ва танкова армия | Генерал-полковник Готард Хайнрици              |
| 9-а армия          | Генерал от пехотата Теодор Бусе                |

## Командващи Група армии „А“
- Генерал-полковник Герд фон Рундщет – (26 октомври 1939 – 19 юли 1940)
  - Фелдмаршал Герд фон Рундщет – (20 юли 1940 – 10 октомври 1940)
- Фелдмаршал Вилхелм Лист – (10 юли 1942 – 9 септември 1942)
- Главнокомандоващ на сухопътните войски Адолф Хитлер – (10 септември 1942 – 22 ноември 1942)
- Генерал-полковник Евалд фон Клайст – (1 февруари 1943 – 30 март 1944)
  - Фелдмаршал Евалд фон Клайст – (1 февруари 1943 – 30 март 1944)
- Генерал-полковник Йозеф Харп – (23 септември 1944 – 17 януари 1945)
- Фелдмаршал Фердинанд Шьорнер – (17 януари 1945 – 25 януари 1945)